# Bristowia afra
Bristowia afra is een spinnensoort in de taxonomische indeling van de springspinnen (Salticidae).
Het dier behoort tot het geslacht Bristowia. De wetenschappelijke naam van de soort werd voor het eerst geldig gepubliceerd in 2004 door Szüts.